# مجلس الوزراء البحريني 2022
مجلس الوزراء البحريني 2022 أو الحكومة البحرينية الحادي عشر، تشكلت الحكومة في مساء يوم الاثنين 21 نوفمبر 2022 بموجب المرسوم الملكي رقم 68 لسنة 2022 الذي أصدره صاحب الجلالة الملك حمد بن عيسى آل خليفة ملك مملكة البحرين، وذلك بعد استقالة الحكومة السابقة في نفس اليوم، وأصدر صاحب الجلالة ملك مملكة البحرين في نفس اليوم بعد قبوله استقالة الحكومة السابقة، أمر ملكي بتعيين صاحب السمو الملكي الأمير سلمان بن حمد آل خليفة ولي العهد رئيساً لمجلس الوزراء وتكليفه بترشيح أعضاء الحكومة. وصدر مرسوم تشكيل الحكومة في مساء نفس اليوم.

## أعضاء مجلس الوزراء

### التشكيل الوزاري بعد تعديله في 2 يونيو 2025
| الأسم | المنصب                                | تاريخ تولي المنصب |
| --- | ------------------------------------- | ----------------- |
| الأمير سلمان بن حمد آل خليفة                                                                                            | رئيس مجلس الوزراء                     | 11 نوفمبر 2020    |
| الشيخ خالد بن عبدالله آل خليفة                                                                                          | نائب رئيس مجلس الوزراء                | 2 نوفمبر 2010     |
| الفريق أول ركن الشيخ راشد بن عبدالله آل خليفة                                                                           | وزير الداخلية                         | 22 مايو 2004      |
| الشيخ عيسى بن سلمان بن حمد آل خليفة                                                                                     | وزير ديوان رئيس مجلس الوزراء          | 2 يونيو 2025      |
| الدكتور عبداللطيف بن راشد الزياني                                                                                       | وزير الخارجية                         | 11 فبراير 2020    |
| الشيخ سلمان بن خليفة آل خليفة                                                                                           | وزير المالية والاقتصاد الوطني         | 4 ديسمبر 2018     |
| جميل بن محمد علي حميدان                                                                                                 | وزير العمل                            | 13 يونيو 2022     |
| غانم بن فضل البوعينين                                                                                                   | وزير شؤون مجلسي الشورى والنواب        | 4 مارس 2016       |
| الفريق الركن عبدالله بن حسن النعيمي                                                                                     | وزير شؤون الدفاع                      | 4 ديسمبر 2018     |
| وائل بن ناصر المبارك | وزير شؤون البلديات والزراعة           | 13 يونيو 2022     |
| الدكتور محمد بن مبارك بن دينه                                                                                           | وزير النفط والبيئة                    | 13 يونيو 2022     |
| الشيخ عبدالله بن أحمد بن عبدالله آل خليفة                                                                               | وزير المواصلات والاتصالات             | 6 نوفمبر 2024     |
| إبراهيم بن حسن الحواج                                                                                                   | وزير الأشغال                          | 13 نوفمبر 2022    |
| يوسف بن عبدالحسين خلف                                                                                                   | وزير الشؤون القانونية                 | 13 نوفمبر 2022    |
| ياسر بن إبراهيم حميدان                                                                                                  | وزير شؤون الكهرباء والماء             | 13 نوفمبر 2022    |
| الدكتورة جليلة بنت السيد جواد                                                                                           | وزيرة الصحة                           | 13 نوفمبر 2022    |
| نواف بن محمد المعاودة                                                                                                   | وزير العدل والشؤون الإسلامية والأوقاف | 13 نوفمبر 2022    |
| حمد بن فيصل المالكي | وزير شؤون مجلس الوزراء                | 13 نوفمبر 2022    |
| أمنة بنت أحمد الرميحي                                                                                                   | وزيرة الإسكان والتخطيط العمراني       | 13 نوفمبر 2022    |
| نور بنت علي الخليف | وزيرة التنمية المستدامة               | 13 نوفمبر 2022    |
| فاطمة بنت جعفر الصيرفي                                                                                                  | وزيرة السياحة                         | 13 نوفمبر 2022    |
| الدكتور رمزان بن عبدالله النعيمي                                                                                        | وزير شؤون الإعلام                     | 13 نوفمبر 2022    |
| الدكتور محمد بن مبارك جمعة                                                                                              | وزير التربية والتعليم                 | 21 نوفمبر 2022    |
| عبدالله بن عادل فخرو | وزير الصناعة والتجارة                 | 21 نوفمبر 2022    |
| روان بنت نجيب توفيقي | وزيرة شؤون الشباب                     | 21 نوفمبر 2022    |
| أسامة بن صالح العلوي | وزير التنمية الاجتماعية               | 6 نوفمبر 2024     |
| في 2 يونيو 2025 صدر مرسوماً بتعديل وزاري نص على تعيين الشيخ عيسى بن سلمان بن حمد آل خليفة وزيراً لديوان رئيس مجلس الوزراء |                                       |                   |

### التشكيل الوزاري بعد تعديله في 6 نوفمبر 2024 حتى 2 يونيو 2025
| الأسم | المنصب                                | تاريخ تولي المنصب |
| --- | ------------------------------------- | ----------------- |
| الأمير سلمان بن حمد آل خليفة | رئيس مجلس الوزراء                     | 11 نوفمبر 2020    |
| الشيخ خالد بن عبدالله آل خليفة | نائب رئيس مجلس الوزراء                | 2 نوفمبر 2010     |
| الفريق أول ركن الشيخ راشد بن عبدالله آل خليفة | وزير الداخلية                         | 22 مايو 2004      |
| الدكتور عبداللطيف بن راشد الزياني | وزير الخارجية                         | 11 فبراير 2020    |
| الشيخ سلمان بن خليفة آل خليفة | وزير المالية والاقتصاد الوطني         | 4 ديسمبر 2018     |
| جميل بن محمد علي حميدان | وزير العمل                            | 13 يونيو 2022     |
| غانم بن فضل البوعينين | وزير شؤون مجلسي الشورى والنواب        | 4 مارس 2016       |
| الفريق الركن عبدالله بن حسن النعيمي | وزير شؤون الدفاع                      | 4 ديسمبر 2018     |
| وائل بن ناصر المبارك | وزير شؤون البلديات والزراعة           | 13 يونيو 2022     |
| الدكتور محمد بن مبارك بن دينه | وزير النفط والبيئة                    | 13 يونيو 2022     |
| الشيخ عبدالله بن أحمد بن عبدالله آل خليفة | وزير المواصلات والاتصالات             | 6 نوفمبر 2024     |
| إبراهيم بن حسن الحواج | وزير الأشغال                          |                   |
| يوسف بن عبدالحسين خلف | وزير الشؤون القانونية                 |                   |
| ياسر بن إبراهيم حميدان | وزير شؤون الكهرباء والماء             |                   |
| الدكتورة جليلة بنت السيد جواد | وزيرة الصحة                           |                   |
| نواف بن محمد المعاودة | وزير العدل والشؤون الإسلامية والأوقاف |                   |
| حمد بن فيصل المالكي | وزير شؤون مجلس الوزراء                |                   |
| أمنة بنت أحمد الرميحي | وزيرة الإسكان والتخطيط العمراني       |                   |
| نور بنت علي الخليف | وزيرة التنمية المستدامة               |                   |
| فاطمة بنت جعفر الصيرفي | وزيرة السياحة                         |                   |
| الدكتور رمزان بن عبدالله النعيمي | وزير شؤون الإعلام                     |                   |
| الدكتور محمد بن مبارك جمعة | وزير التربية والتعليم                 | 21 نوفمبر 2022    |
| عبدالله بن عادل فخرو | وزير الصناعة والتجارة                 | 21 نوفمبر 2022    |
| روان بنت نجيب توفيقي | وزيرة شؤون الشباب                     | 21 نوفمبر 2022    |
| أسامة بن صالح العلوي | وزير التنمية الاجتماعية               | 6 نوفمبر 2024     |
| في 6 نوفمبر 2024 صدر مرسوماً بتعديل وزاري نص على إحالة محمد بن ثامر الكعبي وزير المواصلات والاتصالات وأسامة بن أحمد خلف العصفور وزير التنمية الأجتماعية إلى التقاعد وتعيين الشيخ عبدالله بن أحمد بن عبدالله آل خليفة وزيراً للمواصلات والاتصالات وأسامة بن صالح العلوي وزيراً للتنمية الاجتماعية |                                       |                   |

### التشكيل الوزاري خلال الفترة 21 نوفمبر 2022 حتى 6 نوفمبر 2024
| الأسم                                         | المنصب                                | تاريخ تولي المنصب |
| --------------------------------------------- | ------------------------------------- | ----------------- |
| الأمير سلمان بن حمد آل خليفة                  | رئيس مجلس الوزراء                     | 11 نوفمبر 2020    |
| الشيخ خالد بن عبدالله آل خليفة                | نائب رئيس مجلس الوزراء                | 2 نوفمبر 2010     |
| الفريق أول ركن الشيخ راشد بن عبدالله آل خليفة | وزير الداخلية                         | 22 مايو 2004      |
| الدكتور عبداللطيف بن راشد الزياني             | وزير الخارجية                         | 11 فبراير 2020    |
| الشيخ سلمان بن خليفة آل خليفة                 | وزير المالية والاقتصاد الوطني         | 4 ديسمبر 2018     |
| جميل بن محمد علي حميدان                       | وزير العمل                            | 13 يونيو 2022     |
| غانم بن فضل البوعينين                         | وزير شؤون مجلسي الشورى والنواب        | 4 مارس 2016       |
| الفريق الركن عبدالله بن حسن النعيمي           | وزير شؤون الدفاع                      | 4 ديسمبر 2018     |
| وائل بن ناصر المبارك                          | وزير شؤون البلديات والزراعة           | 13 يونيو 2022     |
| الدكتور محمد بن مبارك بن دينه                 | وزير النفط والبيئة                    | 13 يونيو 2022     |
| محمد بن ثامر الكعبي                           | وزير المواصلات والاتصالات             | 13 يونيو 2022     |
| إبراهيم بن حسن الحواج                         | وزير الأشغال                          | 13 يونيو 2022     |
| يوسف بن عبدالحسين خلف                         | وزير الشؤون القانونية                 | 13 يونيو 2022     |
| أسامة بن أحمد خلف العصفور                     | وزير التنمية الاجتماعية               | 13 يونيو 2022     |
| ياسر بن إبراهيم حميدان                        | وزير شؤون الكهرباء والماء             | 13 يونيو 2022     |
| الدكتورة جليلة بنت السيد جواد                 | وزيرة الصحة                           | 13 يونيو 2022     |
| نواف بن محمد المعاودة                         | وزير العدل والشؤون الإسلامية والأوقاف | 13 يونيو 2022     |
| حمد بن فيصل المالكي                           | وزير شؤون مجلس الوزراء                | 13 يونيو 2022     |
| أمنة بنت أحمد الرميحي                         | وزيرة الإسكان والتخطيط العمراني       | 13 يونيو 2022     |
| نور بنت علي الخليف                            | وزيرة التنمية المستدامة               | 13 يونيو 2022     |
| فاطمة بنت جعفر الصيرفي                        | وزيرة السياحة                         | 13 يونيو 2022     |
| الدكتور رمزان بن عبدالله النعيمي              | وزير شؤون الإعلام                     | 13 يونيو 2022     |
| الدكتور محمد بن مبارك جمعة                    | وزير التربية والتعليم                 | 21 نوفمبر 2022    |
| عبدالله بن عادل فخرو                          | وزير الصناعة والتجارة                 | 21 نوفمبر 2022    |
| روان بنت نجيب توفيقي                          | وزيرة شؤون الشباب                     | 21 نوفمبر 2022    |